# Jürgen Mossack

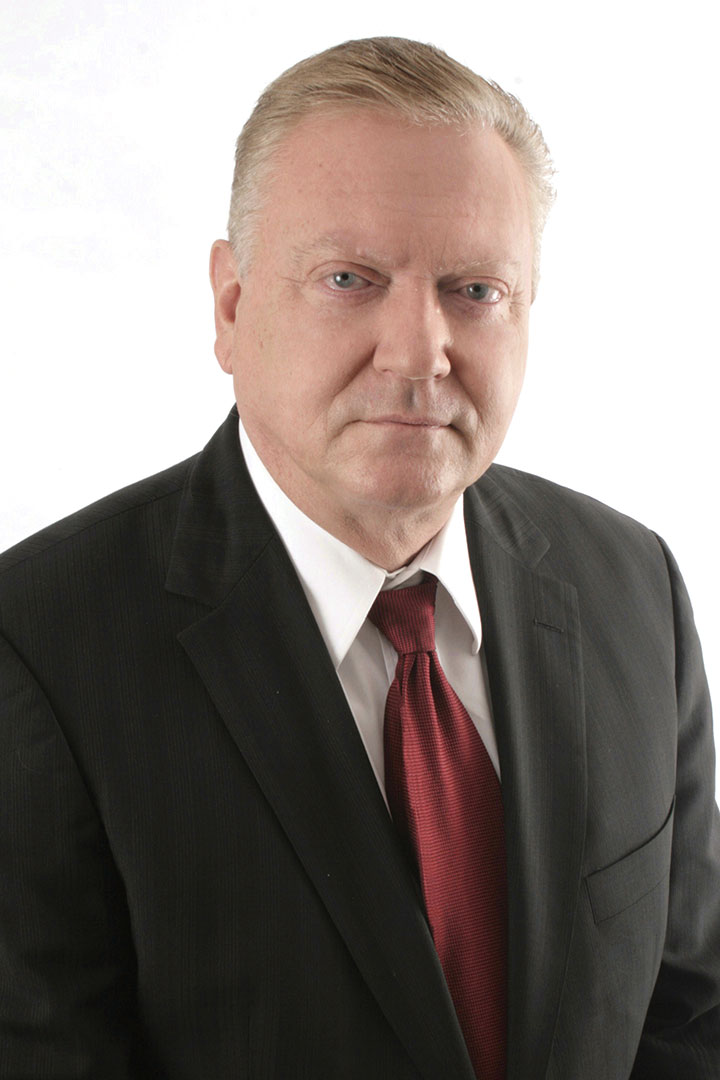
Jürgen Mossack (2009)

Jürgen Rolf Dieter Mossack (* 20. März 1948 in Fürth, Bayern, Deutschland) ist ein Rechtsanwalt nach panamaischem Recht deutscher Herkunft und Partner der Ende 2018 aufgelösten Kanzlei Mossack Fonseca. Seine Kanzlei wurde im April 2016 weltweit durch die sogenannten Panama Papers bekannt, welche die Tätigkeiten der Offshore-Finanzwirtschaft aufzeigte. Die Kanzlei unterstützte mehr als 14.000 Klienten bei der Gründung von 214.488 Firmen an 21 Offshore-Finanzplätzen. Im März 2018 gab das Unternehmen seine Schließung bekannt. Am 28. Juni 2024 wurde Mossack freigesprochen, da die Beweismittel dem Gericht nicht nachvollziehbar erschienen.

## Leben

### Frühe Lebensjahre
Mossack wurde am 20. März 1948 in Fürth, Bayern, Deutschland, geboren. Er ist der Sohn deutscher Eltern. Sein Vater war Maschinenbauer, seine Mutter Verkäuferin. Anfang der 1960er-Jahre wanderte Jürgen Mossack als Kind mit seinen Eltern von Deutschland nach Panama aus. Nach Informationen des ICIJ war sein Vater Erhard Angehöriger der Waffen-SS und soll sich später dem US-Auslandsgeheimdienst CIA als Spion angeboten haben. Der deutsche Bundesnachrichtendienst teilte 2016 auf Anfrage von Journalisten mit, dass er über Dokumente im Zusammenhang mit Erhard Mossack verfüge, aber aufgrund möglicher Sicherheitsrisiken keine Informationen weitergeben würde.
In Panama ging Jürgen Mossack zur Schule und studierte anschließend Rechtswissenschaft an der Universidad Católica Santa María La Antigua in Panama-Stadt. Mossacks Familie kehrte bereits Anfang der 1970er-Jahre wieder nach Deutschland zurück. Sein Bruder Peter Mossack wurde panamaischer Honorarkonsul in Frankfurt am Main.

### Karriere
Nach dem Bachelor-Abschluss im Jahr 1973 arbeitete er bei Anwaltskanzleien in Panama und London, bevor er 1977 in Panama-Stadt seine eigene Kanzlei gründete, die Jürgen Mossack Lawfirm. Mossacks Kanzlei spezialisierte sich auf Briefkastenfirmen.
Mossack ist Mitglied der Vereinigungen International Bar Association, STEP, Panama Bar Association und International Maritime Association. Er ist Mitautor des 1980 im Deutschen Fachverlag erschienenen Buches Eigentumsvorbehalt und Sicherungsübertragung im Ausland. Das Buch war in der ersten Auflage zunächst aus Diskretionsgründen „ohne Autorenangabe“ erschienen.
1986 gründete er mit dem panamaischen Politiker, Anwalt und Schriftsteller Ramón Fonseca das Anwalts-Unternehmen Mossack Fonseca. Sie bauten eine globale Gruppe von 600 Mitarbeitern und 46 Tochtergesellschaften in verschiedenen Ländern auf, darunter auf den Bahamas, den Britischen Jungferninseln, Hongkong, der Schweiz, Jersey, Luxemburg und den USA, insbesondere den Bundesstaaten Wyoming, Florida und Nevada. Im März 2018 wurde das Unternehmen aufgrund seiner Beteiligung an Aktivitäten im Zusammenhang mit der Panama-Papers-Affäre geschlossen.
Mossack war von 2009 bis 2014 Mitglied des Conarex, Panamas Rat für Außenbeziehungen. Am 7. April 2016 gab er bekannt, dass er aufgrund der Veröffentlichung der Panama Papers von seinem Ehrenamt bei Conarex zurücktreten werde. Fonseca war bis 2015 Berater von Staatschef Juan Carlos Varela.
Zu Mossacks Besitztümern gehören nach Angaben des ICIJ eine Teakholz-Plantage und andere Immobilien, ein Hubschrauber, eine Yacht namens Rex Maris und eine Sammlung von Goldmünzen.

## Ermittlungsverfahren
Am 3. April 2016 veröffentlichten verschiedene internationale Medien, in Kooperation mit dem Internationalen Konsortium für investigative Journalisten (ICIJ), eine Reihe von Artikeln über Kunden, denen die Kanzlei Mossack Fonseca bei der Gründung von Briefkastenfirmen geholfen hat, und die Finanzkonstrukte mancher der Kunden bezüglich Steueroasen. Die Artikel basierten auf einem Datensatz der Kanzlei, welcher der Süddeutschen Zeitung von einem Whistleblower zugespielt wurde, und weiteren Recherchen. Die Kanzlei wies die Vorwürfe, wonach sie bei Geldwäsche und Steuerhinterziehungen mithelfe, in einem Fernsehinterview am 3. April 2016 zurück. Darin wurden die Weitergabe der internen Dokumente als „Hack“ und als „Verbrechen“ bezeichnet.
Im April 2016 wurde öffentlich bekannt und folgend kritisiert, dass das panamaische Konsulat eine E-Mail-Adresse der Firma Mossack Fonseca als offizielle E-Mail Adresse nutzte. Mossacks Bruder Peter Mossack war von 2010 bis 16. April 2016 Honorarkonsul von Panama in Frankfurt.
Sowohl Jürgen Mossack als auch Fonseca wurden im Februar 2017 in Panama verhaftet und zwei Monate später freigelassen, nachdem jeder eine Kaution in Höhe von 500.000 US-Dollar gezahlt hatte. Im Oktober 2019 wurden Mossack und Fonseca als Verdächtige in  FBI-Ermittlungen im United States Attorney for the Southern District of New York genannt.
Viereinhalb Jahre nach Veröffentlichung der Panama Papers wurden im Oktober 2020 Mossack und sein früherer Geschäftspartner Ramón Fonseca zur weltweiten Fahndung ausgeschrieben, nachdem Haftbefehle von der Staatsanwaltschaft Köln wegen des Vorwurfs der Beihilfe zur Steuerhinterziehung und Bildung einer kriminellen Vereinigung beantragt und gerichtlich erlassen worden waren. Beide Beschuldigte besitzen die panamaische Staatsbürgerschaft - und Panama liefert seine Bürger aus Prinzip nicht aus.
Mossack Fonseca war mit einem Korruptionsskandal in Brasilien namens Operation Lava Jato verbunden, bei dem Bestechungsgelder untersucht wurden, die Unternehmen an Politiker gezahlt hatten, die mit dem staatlichen Ölkonzern Petrobras Geschäfte machten. Die Ermittler begannen sich auf die Anwaltskanzlei zu fokussieren, nachdem sie eine Reihe von Wohnungen gefunden hatten, die über die Namen von Verwandten eines inhaftierten Politikers liefen, wie die New York Times berichtete. Jürgen Mossack und Ramón Fonseca standen im Juni 2023 wegen des Verdachts auf Geldwäsche in Panama-Stadt vor Gericht. Die Anklage forderte bis zu 12 Jahre Gefängnisstrafe in Verbindung mit der Operation Lava Jato, eine Verurteilung für 26 weitere Personen sowie den Freispruch vier Angeklagter. Am 28. Juni 2024 wurden alle Angeklagten freigesprochen, da dem Gericht die Beweismittel nicht nachvollziehbar erschienen.

## Persönliches Leben
Mossack hat einen Sohn und vier Töchter. Er ist mit Leydelises Pérez de Mossack verheiratet, die selbst Juristin ist.
Mossack ist ein Sammler von Goldmünzen und Mitglied der International Maritime Association und dem Club Unión de Panama.

## In der Populärkultur
Im Jahr 2016 kündigte Steven Soderbergh an, einen Film über die Panama-Papers-Affäre zu produzieren. Die Filmsatire Die Geldwäscherei wurde am 1. September 2019 bei den Filmfestspielen von Venedig erstmals gezeigt. Im Film wird Mossack von Gary Oldman dargestellt.
Mossack und Fonseca versuchten, die Veröffentlichung des Films auf Netflix zu blockieren, indem sie im Oktober 2019 eine Verleumdungsklage gegen Netflix einreichten und argumentierten, dass die laufenden FBI-Ermittlungen und ein möglicher Prozess in New York sowie ihre Verteidigung gegen Strafanzeigen in Panama durch ihre Darstellung in Die Geldwäscherei negativ beeinträchtigt werden könnten. Ein Richter entschied, dass der Fall beim falschen Gericht eingereicht worden sei, und verwies ihn nach Los Angeles. Da ein Gerichtsurteil noch ausstand, wurde der Film am 18. Oktober 2019 von Netflix zum Streamen bereitgestellt. Im Dezember 2020 wies ein Richter die Klage von Mossack und Fonseca aufgrund des im ersten Zusatzartikel der US-Verfassung verankerten Rechts auf Meinungsfreiheit zurück.